# Wagakki Band
Wagakki Band (яп. 和楽器バンド вагакки бандо) — японский музыкальный коллектив, сочетающий в своём творчестве рок с вагакки (японские традиционные музыкальные инструменты) и сигином (японское искусство художественной декламации). Первую известность группа обрела в интернете: клип на песню «Tengaku» в первые 4 дня посмотрели 200 тысяч раз, а клип на песню «Senbonzakura» с момента его размещения на YouTube-канале лейбла Avex Trax набрал более 160 миллионов просмотров.

## История

### 2012—2013: предыстория и раннее творчество
В феврале 2012 года сигин-певица Юко Судзухана, игрок на сякухати Дайсукэ Каминага и игрок на кото Киёси Ибукуро образовали группу Hanafugetsu. Судзухана в этот период также играла на пианино. Затем она задумала группу, которая бы сочетала традиционные и современные стороны японской культуры, что стало предпосылкой для создания Wagakki Band.
В августе 2012 года участники Hanafugetsu познакомились с гитаристом Матией, который зарекомендовал себя как сессионный музыкант с хорошей репутацией, умеющий быстро играть. Примерно в это же время Судзухана познакомилась с барабанщиком Васаби на мероприятии Nico Nico Douga. Ранее Васаби, Каминага и Ибукуро сотрудничали с Куроной — игроком на вадайко, которого тоже пригласили в новый коллектив. Первой работой группы стала кавер-версия песни «Tsuki Kage Mai Ka» (яп. 月・影・舞・華), изначально созданной для исполнения вокалоидами. Канадэ играл на сямисэне, Сираками Масиро — на бас-гитаре. Видеоклип на песню вышел в октябре 2012 года и стал вирусным.
Потом к группе присоединился бас-гитарист Аса, который является автором песен для вокалоидов, в частности хита «Yoshiwara Lament». Во время их выступления в баре в Сибуе к ним подошла играющая на сямисэне Бэни Нинагава, которая стала последним пополнением группы. Создание новой группы было официально объявлено в марте 2013 года. Сначала они действовали под названием Suzuhana Yuko and Wagakki Band, однако до начала 2014 года оно сократилось до Wagakki Band.

### 2013—2014: первый успех
В апреле 2013 года вышло музыкальное видео на первую песню, записанную всеми восемью участниками Wagakki Band — «Rokuchonen to Ichiya Monogatari» (яп. 六兆年と一夜物語, «Повесть о шести триллионах лет и одной ночи»). В августе во время Nico Nico Music Master 2 группа провела первый концерт. В октябре был выпущен видеоклип на песню «Tengaku» (яп. 天樂), в котором Матия впервые показал себя. Затем группа выступала на трёх вечерах в ходе 10-го Tokyo International Music Market. В ноябре во время THE VOC@LOID M@STER 27 — мероприятия, посвящённого творчеству вокалоидов, — группа обнародовала мини-альбом Joshou (яп. 序章), который содержит кавер-версии песен вокалоидов.
Первый концерт в 2014 году под названием Wagakki Band Daishinnenkai 2014~Wagakki X Band Gassen~ группа провела 31 июня в Club Asia в Сибуе. В этот же день был выпущен видеоклип на «Senbonzakura» (яп. 千本桜), который сразу стал хитом и на Nico Nico Douga, и на YouTube и повысил узнаваемость группы за рубежом. Их первый альбом Vocalo Zanmai, содержащий кавер-версии песен вокалоидов, вышел в апреле 2014 года. Он занял 5-е место в чарте Oricon и пребывал в его сотне 22 недели подряд. После этого группа начала сочинять свою музыку для дальнейших альбомов.
В июле 2014 года Wagakki Band впервые выступила за рубежом — на Japan Expo 2014 в Париже перед 4000 посетителей. Позже в июле они провели первый независимый концерт Vocalo Zanmai Dai Ensoukai (яп. ボカロ三昧大演奏会) в Music Exchange в Сибуе. Также вышел видеоклип на первую песню группы собственного сочинения — «Hanabi» (яп. 華火). В августе Wagakki Band участвовали в Japan’s a-Nation Festival, а в октябре появились на a-Nation Singapore Premium Showcase Festival. В конце 2014 года на DVD и Blu-ray была выпущена запись концерта Vocalo Zanmai Dai Ensoukai.

### 2015 — настоящее время: международное признание
В январе 2015 года в общественном зале Сибуи группа впервые выступила в концертном зале. Первый независимый концерт за рубежом под названием Taipei Dayanchanghui (яп. 台北大演唱会) группа провела на Тайване в мае. В том же году Wagakki Band была ведущим исполнителем на концерте в Club Nokia в Лос-Анджелесе, приуроченного к Anime Expo. Также они впервые появились в телерекламном ролике — для компании Kirin Mets. Второй альбом Yasou Emaki вышел в сентябре 2015 года и возглавил чарт Oricon.
6 января 2016 года группа провела новогодний концерт Wagakki Band Daishinnenkai 2016 Nippon Budokan: Akatsuki no Utage (яп. 和楽器バンド大新年会2016日本武道館 -暁ノ宴) в «Ниппон Будокане», на котором было примерно 10 000 зрителей. В 2017 году вышел студийный альбом Shikisai, в 2018 — Otonoe.
В мае 2019 года Wagakki Band выступили во время «Ночи Японии 2019» в Нью-Йорке, где также были Хайд, Мисия и дуэт Puffy AmiYumi. Через месяц группа подписала контракт с Universal Music Japan после пяти лет работы с Avex Group. В рамках сделки менеджмент Wagakki Band перешёл в Ignite Management. В заявлении для прессы Судзухана сообщила, что группа желает испытать себя в новой музыкальной среде. В декабре вышел их первый мини-альбом React, который содержит четыре новые песни.
16 февраля 2020 года Wagakki Band провела концерт Premium Symphonic Night Vol.2 на арене «Осака-дзё Холл», на котором был задействован оркестр и выступила с группой Эми Ли — вокалистка Evanescence. Позже Ли участвовала в записи сингла «Sakura Rising». Он вошёл в шестой альбом группы Tokyo Singing, изданный в октябре 2020 года.
В июне 2021 года вышел второй мини-альбом Starlight. В августе 2022 года был выпущен шестой студийный альбом Vocalo Zanmai 2, который, как и первый диск группы, содержит песни вокалоидов в её оригинальном исполнении.
26 июля 2023 года был издан седьмой студийный альбом под названием I vs I. 7 января 2024 года группа объявила перерыв на неопределённый срок, чтобы каждый из участников мог сосредоточиться на своей деятельности.

## Состав
- Юко Судзухана (яп. 鈴華 ゆう子 Судзухана Ю:ко) — вокал. Известна также под псевдонимом Юкорин (яп. ゆうこりん Ю:корин).
- Киёси Ибукуро (яп. いぶくろ 聖志 Ибукуро Киёси) — кото.
- Дайсукэ Каминага (яп. 神永 大輔 Каминага Дайсукэ) — сякухати.
- Бэни Нинагава (яп. 蜷川 べに Нинагава Бэни) — цугару-дзямисэн.
- Курона (яп. 黒流) — вадайко.
- Матия (яп. 町屋) — гитара. Настоящее имя — Син Омура (яп. 桜村 眞 О:мура Син).
- Аса (яп. 亜沙) — бас-гитара.
- Васаби (яп. 山葵) — ударные. Настоящее имя — Акира Сасаки (яп. ササキ アキラ Сасаки Акира).

## Дискография
Студийные альбомы
- Vocalo Zanmai (2014)
- Yasou Emaki (2015)
- Shikisai (2017)
- Otonoe (2018)
- Tokyo Singing (2020)
- Vocalo Zanmai 2 (2022)
- I vs I (2023)

Мини-альбомы
- React (2019)
- Starlight (2021)

Сборники
- Kiseki Best Collection + (2017)
- Kiseki Best Collection II (2020)

Концертные альбомы
- Wagakki Band 1st US Tour Shogeki: Deep Impact (2017)